# Arjona (ort)
Arjona är en ort i Colombia.   Den ligger i departementet Bolívar, i den norra delen av landet, 600 km norr om huvudstaden Bogotá. Arjona ligger 62 meter över havet och antalet invånare är 50 405.
Terrängen runt Arjona är platt, och sluttar söderut. Runt Arjona är det ganska glesbefolkat, med 48 invånare per kvadratkilometer. Närmaste större samhälle är Turbaco, 11,1 km nordväst om Arjona. Omgivningarna runt Arjona är huvudsakligen savann.